# فوبوکی وادا
فوبوکی وادا (ژاپنی: 和田 響稀؛ زادهٔ ۱۶ ژوئن ۱۹۹۹) یک بازیکن فوتبال اهل ژاپن است.
از باشگاه‌هایی که در آن بازی کرده‌است می‌توان به باشگاه فوتبال فوکوشیما یونایتد اشاره کرد.